# Rüstungskonversion

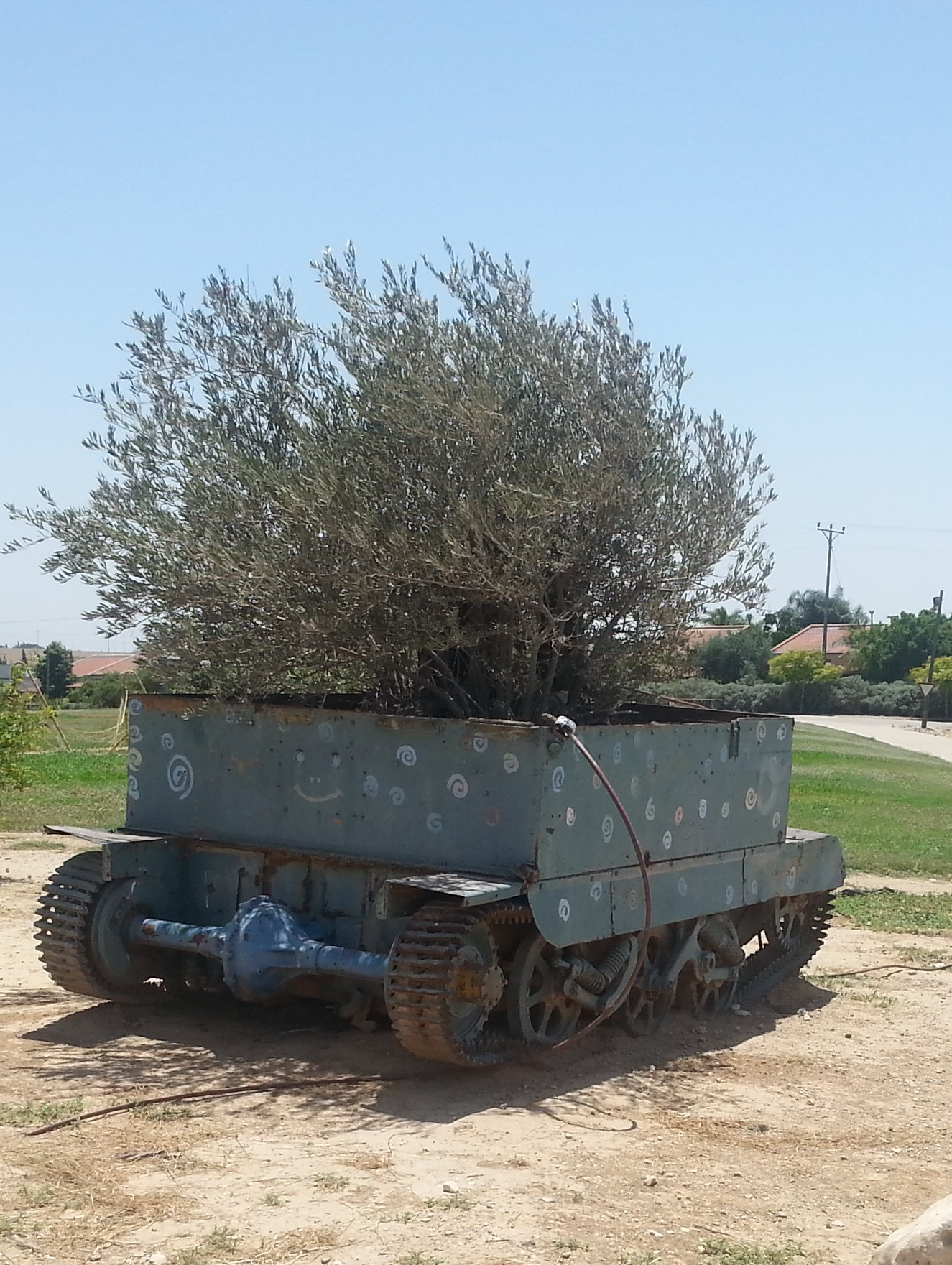
Zivile Nutzung eines Universal Carriers: Das Exemplar wurde nach Ende des Zweiten Weltkrieges von den Bewohnern des Kibbuz Kfar Aza zunächst als landwirtschaftlicher Traktor und dann als Pflanztrog für einen Ölbaum verwendet

Rüstungskonversion bezeichnet die Umstellung industrieller Betriebe oder ganzer Industriezweige der Rüstungsproduktion auf zivile Fertigung. Die Forderung nach gesellschaftlich nützlichen Produkten und sozialverträglicher Rüstungskonversion ist ein wichtiges Anliegen von Friedensbewegung, Friedensforschung und Gewerkschaften.
Der biblische Ausdruck Schwerter zu Pflugscharen (nach dem Buch Micha 4,2-4 ), eines der ältesten Sinnbilder für Rüstungskonversion, wurde in den 1980er-Jahren zu einem Symbol der Friedensbewegung in Ost und West.
Die Beschränkung der Konversion auf die Rüstungsindustrie entspricht dem Stand der 1980er Jahre. In den 1990er Jahren, also nach dem Ende des Kalten Krieges, ergab sich mit der Verwertung militärischer Liegenschaften ein zweiter Schwerpunkt, bei dem bisher beachtliche Erfolge erzielt werden konnten. Auch die Umwidmung von Forschungsmitteln, die Auflösung ganzer Armeen und die Integration der ehemaligen Soldaten in den zivilen Arbeitsmarkt gerieten in den Fokus der Konversionsforschung. Deshalb hat das Internationale Konversionszentrum Bonn (BICC) die Begriffsdefinition für Konversion erweitert als die Umwidmung aller bisher militärisch verwendeter Ressourcen für zivile Zwecke.

## Projekte der Rüstungskonversion in Deutschland

### Rüstungskonversion und Kommunalpolitik
Frühere Kasernen der Bundeswehr, der Nationalen Volksarmee der DDR und der Alliierten wurden nach 1989 geschlossen und Wohnsiedlungen wie Vauban in Freiburg im Breisgau oder der MLK-Park im Mainzer Stadtteil Hartenberg-Münchfeld entstanden. Auch die pfälzische Stadt Zweibrücken mit dem größten europäischen Fabrikverkaufszentrum auf dem Areal eines ehemaligen US-Militärflugplatzes und der Flughafen Hahn sind Erfolgsgeschichten der Konversion militärischer Nutzung in zivile Nutzung.
In Bremen entstanden so aus der ehemaligen Kaserne Vahr das neue Polizeipräsidium, aus Teilen der Roland Kaserne eine neue Wohnsiedlung und aus der Kaserne Bremen-Grohn die neue Internationale Jacobs Universität.

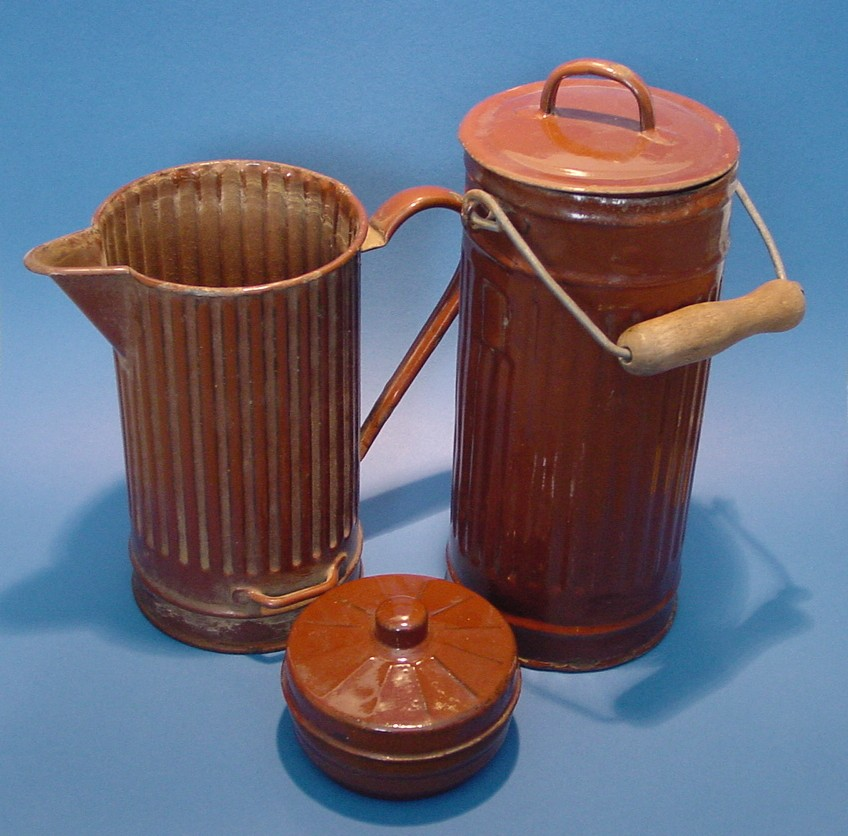
Objekte aus alten Gasmaskenbüchsen

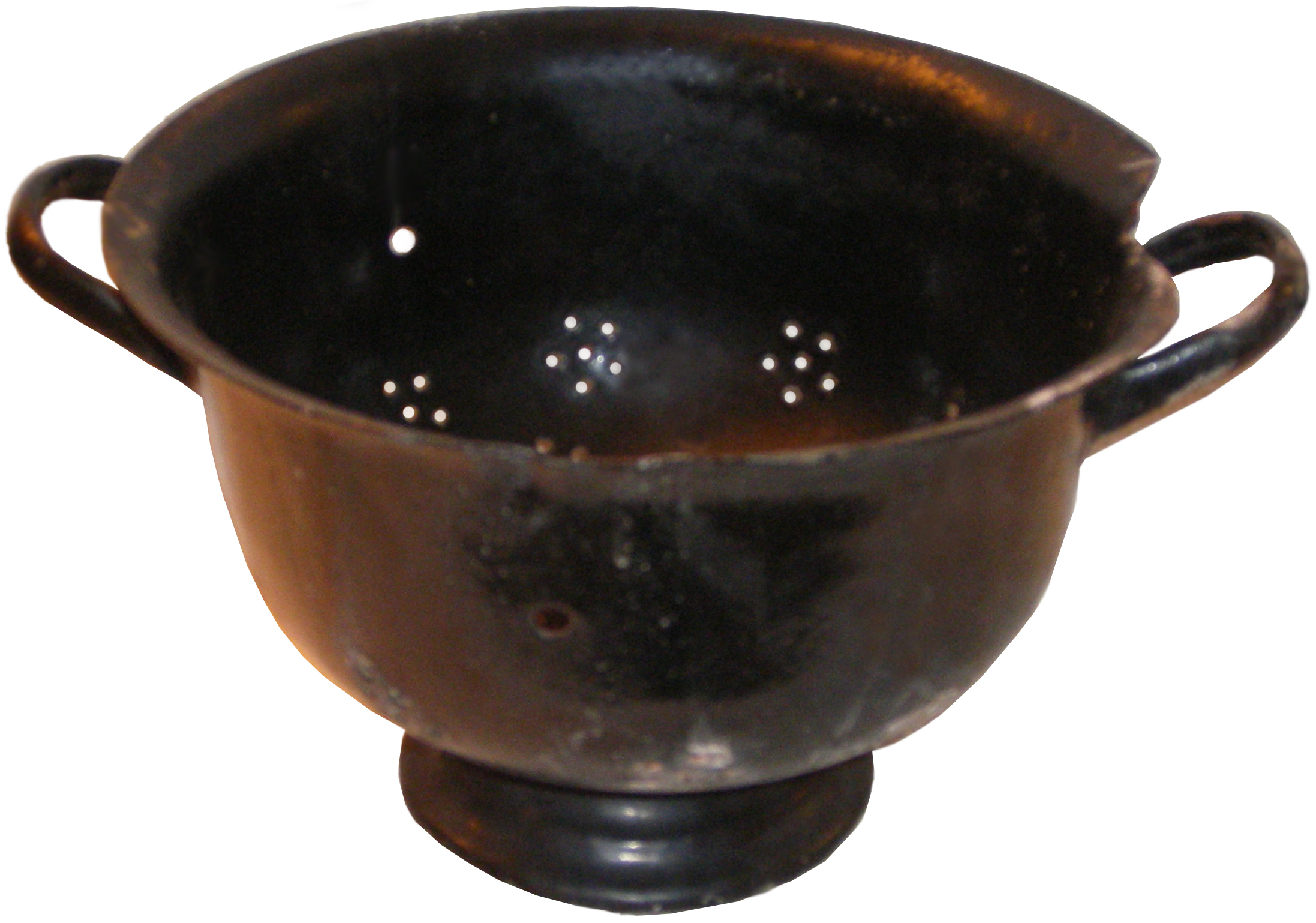
Stahlhelm zu Durchschlag

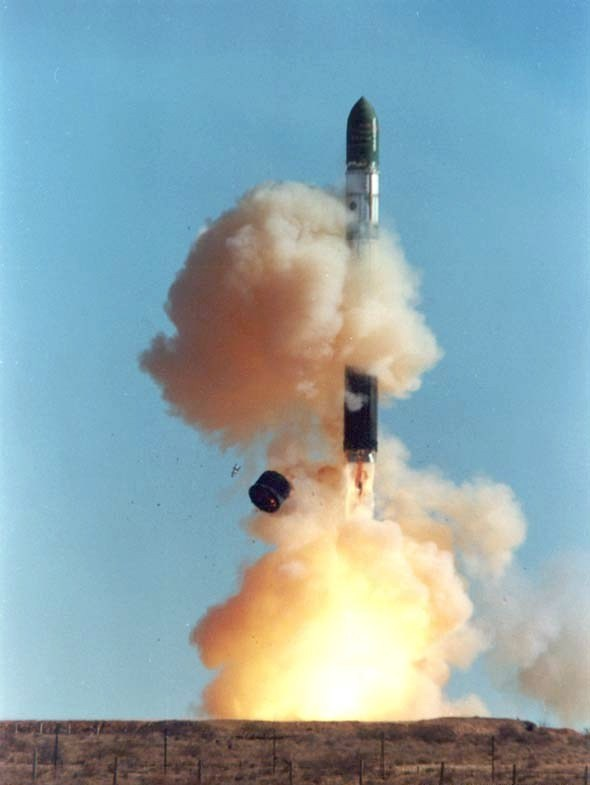
Dnepr, eine zivile russisch-ukrainische Trägerrakete, die auf einer militärischen Interkontinentalrakete basiert

### Militärgüter im Wandel zu Zivilgütern
Da nach Kriegen oft ein Rohstoffmangel auftritt, versucht das Handwerk und die Industrie, ihren Rohstoffbedarf mit ausgemusterten Militärgütern zu decken. Militärgegenstände werden in der Folge zu zivilen Gebrauchsgütern umgearbeitet. So wurden etwa ab Mitte 1945 – sehr öffentlichkeitswirksam in den Kino-Nachrichten zu sehen – aus alten Stahlhelmen emaillierte Durchschläge und aus Gasmaskenbüchsen emaillierte Milchkannen für den Haushalt hergestellt. Weiter produzierte man Kerzenleuchter und Aschenbecher aus Granatteilen, Mäntel aus umgefärbten Uniformen und viele andere Objekte des täglichen Bedarfs. Noch heute sind sie sowohl im Gebrauch als auch inzwischen in manchem Museum zu finden.
Eine politische Forderung zur Rüstungskonversion wurde seit den 1970er Jahren  in der Friedensbewegung und auf dem linken Flügel der bundesdeutschen Gewerkschaften lauter: Man forderte die Umstellung der deutschen Rüstungsindustrie auf die Produktion ziviler Güter. Durchsetzen konnte sich diese Forderung nicht.

## Probleme der Umstellung/Konversion
In Zeiten gesicherter Rohstoffversorgung ist die Nutzung von militärischen Artikeln und Hilfsstoffen zu zivilen Zwecken mit erheblichen Schwierigkeiten verbunden, da vergleichbare zivile Produkte oft billiger hergestellt werden können. Erkennbar wurde dies bei der Auflösung der Nationalen Volksarmee und der Lagerbevorratungen für Krisenzeiten nach 1990. Hierzu trägt auch die Verwendung von Militärspezifikationen bei. Beispielsweise erschwerte der hohe Asbestgehalt in Panzern die Umnutzung zu Löschpanzern zur Bekämpfung von Waldbränden. Auch der Einsatz von Cadmium zur Verhinderung von Korrosion macht eine zivile Verwendung nicht einfach. Es ist daher oft billiger, die vorhandenen militärischen Produkte zu verschrotten und mit den bestehenden Produktionsanlagen neue Produktideen umzusetzen.